# Uchidella brevicauda
Uchidella brevicauda là một loài tò vò trong họ Ichneumonidae.